# Василь Курилик
Василь Курилик (англ. William Kurelek) (3 березня 1927, Вітфорд, Альберта, Канада — 3 листопада 1977 Торонто) — українсько-канадський художник і письменник.
Член Об'єднання українських мистців у Канаді, почесний доктор Віндзорського університету.

## Біографія
Народився 3 березня 1927 року у Вітфорді (Альберта). Батько Дмитро народився у селі Борівці, тепер Чернівецька область, а мати — в Канаді. Дитячі роки минули на батьківській фермі. Родина переїхала спочатку до Манітоби, потім до Онтаріо. Навчався в Художньому коледжі Онтаріо.
Закінчив Манітобський університет зі ступенем бакалавра (1949). Щоб учитися, заробляв миттям машин, працював дроворубом. Навчався в інституті Аленде в Мехіко, потім у Лондоні. Пішки пройшов шлях від Вифлеєма до Єрусалима. У 1960 році повернувся у Канаду, поселився у місті Торонто. Перша виставка його картин відбулася 1960 року в галереї Айзака. Намалював понад 7 тис. картин. У 1970 і 1977 відвідав Україну. Помер 3 листопада 1977 року в Торонто.

## Творчий доробок
Своїми творами В. Курилик відкриває північноамериканцям вітчизну своїх батьків — Україну. Широко знана його серія «Піонери», присвячена першопрохідцям Канади, серед яких чимало українців. Чотири картини з цієї серії прикрашають інтер'єр резиденції Генерал-губернатора Канади.
Добре відоме символічне полотно митця «Атомна Мадонна», написане ще в дочорнобильську добу — твір-передбачення, застереження людству. Невипадково полотно після 1986 року набуло іншої назви — «Чорнобильська Мати Божа». Найважливішими у своїй творчості сам В.Курилик вважав серію «Страсті Христові» та ілюстрації до Євангелія, однак найбільш популярними були і найкраще продавались його «прерійні» картини зі сценами життя канадських піонерів-поселенців.
Під час другого перебування в Україні в рідному селі батька Борівці на Буковині він написав понад сто малюнків та шість картин. Згодом три з цих картин були передані до Національного художнього музею України.
Серед картин В. Курилика є полотно «Дух Шевченка витає над Канадою» — освідчення незрадливої любові митця до України, її видатного сина. Ця картина зберігається у Національному музеї Тараса Шевченка.